# Jónas Halldórsson
Jónas O. Halldórsson (ur. 13 czerwca 1914 w Hnausi, zm. 10 września 2005 w Seljahlíð) – islandzki piłkarz wodny, olimpijczyk.
Uczestnik Letnich Igrzysk Olimpijskich 1936 w Berlinie. Wraz z drużyną narodową wystąpił we wszystkich trzech meczach fazy grupowej (grał na pozycji napastnika). Islandia rozegrała spotkania przeciwko reprezentacjom: Szwajcarii (1–7), Szwecji (0–11) i Austrii (0–6). W pojedynku przeciwko Szwajcarii był zdobywcą jedynego gola dla swojej drużyny. Islandczycy zajęli ostatnie miejsce w grupie, a w końcowej klasyfikacji ostatnie 13. miejsce wraz z trzema innymi zespołami.